# Алахтаева, Анна Фёдоровна
Алахта́ева Анна Фёдоровна (16 октября 1924, у. Сагай Койбалы, Бейского района Хакасской автономной области — 5 мая 2005, Абакан) — заслуженный учитель РСФСР (1970). 
Окончила Абаканский государственный педагогический институт (1956). 40 лет  в Хакасской областной национальной школе проработала учителем хакасского языка и литературы. 
Автор учебников по хакасскому языку и литературе (5-6 кл.), русскому языку для хакасских школ (5-8 кл.), учебных пособий для учеников и учителей, рецензий, учебных программ. Опыт работы Алахтаевой  неоднократно обобщался Областным институтом усовершенствования учителей (ныне ХРИПКиПРО). Являлась руководителем методического объединения учителей хакасского языка, долгие годы являлась депутатом Абаканского городского совета народных депутатов.